# Véronique Brouquier
Véronique Brouquier, född den 28 maj 1957 i Paris, Frankrike, är en fransk fäktare som tog OS-brons i damernas lagtävling i florett i samband med de olympiska fäktningstävlingarna 1984 i Los Angeles.